# Eparchia salechardzka
Eparchia salechardzka – jedna z eparchii Rosyjskiego Kościoła Prawosławnego, z siedzibą w Salechardzie. Erygowana decyzją Świętego Synodu Rosyjskiego Kościoła Prawosławnego z 30 maja 2011, poprzez wydzielenie z eparchii tobolskiej i tiumeńskiej. Obejmuje obszar Jamalsko-Nienieckiego Okręgu Autonomicznego. Pierwszym biskupem salechardzkim został biskup Mikołaj (Czaszyn).